# استودیو دین
استودیو دین (به ژاپنی: 株式会社スタジオディーン Kabushiki gaisha Sutajio Dīn) یکی از قدیمی‌ترین استودیوهای پویانمایی تولیدکننده انیمه در ژاپن می‌باشد، که در ۱۴ مارس ۱۹۷۵ توسط تهیه‌کننده استودیوی سانرایز، هاساگاوا هیروشی تأسیس شده‌است. این امر منجر به همکاری این دو شرکت در آثار خود شد و تا به امروز استودیوی دین را می‌توان در فهرست اعتبارات استودیوی سانرایز مشاهده کرد. این استودیو مالک سه شرکت تابعه شامل: دنی دونگهوا (丹尼動画)، یک استودیوی پیمان‌کار فرعی چینی؛ مگومی، استودیوی پیمان‌کار فرعی دیجیتال؛ و اومیدوری (به ژاپنی: うみどり)، استودیوی پیمان‌کار فرعی گرافیک کامپیوتری سه‌بعدی است.

## انیمه‌های تولیدشده

### دهه ۱۹۸۰
- اوروسی یاتسورا
- مایسون ایکوکو
- تخم‌مرغ فرشته Angel's Egg
- سامورائی
- نیمه‌روشنای کیو
- پاتلابور
- رانما ۱/۲
- پاتلابور (فیلم)[۷]

### دهه ۱۹۹۰
- حوزه قتل
- دی‌ان‌ای ۲ DNA²
- شما تحت تعقیب هستید
- زنکی Zenki
- ماجراهای پسر بابا نوئل
- نوازنده ویولن هامل
- مرد بخورEat-Man
- ارگایز Ehrgeiz (anime)
- Haunted Junction
- رورونی کنشین
- بخور مرد (TV) (1998)
- مجموعه تلویزیونی موموریو (TV) (1998)
- مهارت سایه (TV) (1998)
- Urayasu Tekkin Kazoku (TV) (1998)
- شکارچیان شوآلیه (TV) (1998–2003)
- بووی ادن (TV) (1999)
- Itsumo Kokoro ni Taiyō o! (TV) (1999)
- بیایید با بابا برقصیم (TV) (1999)
- Hoshin Engi (TV) (1999)

### دهه ۲۰۰۰
- شوآلیه‌های مونکوله
- گرانش
- فروتس بسکت
- دی ابتدایی
- کتابخانه کوکورو
- یا بخوان یا بمیر
- ستاره اقیانوسی Star Ocean: The Second Story (manga)
- استاد رقص دیوانه‌وار Rave Master (TV) (2001–2002)
- بی‌بلید Beyblade
- سامورائی دیپا کیو
- Bomberman Jetters (TV) (2002–2003)
- ماه کامل یا ساگاشیت (تلویزیون) و ماجراجویی زیبای ناز (ویژه) (۲۰۰۲–۲۰۰۳)
- بازگشت کنندگان (TV) (2002–2003)
- کارآگاه لوکی (TV) (2003)
- موش(TV) (2003)
- تاریکی، پیشگیری و مسافر کتاب (TV) (2003)
- پادشاه راهزن جینگ (تلویزیون) و پادشاه راهزن جینگ در بهشت هفتم (OVA) (2003–2004)
- کیتا عبارت است از: قطرات گرد و غبار الماس (TV) (2004)
- ماریا ساما گا میترو (تلویزیون) (۲۰۰۴)
- ماریا ساما گا میترو ~ هارو~ (تلویزیون) (۲۰۰۴)
- یومریا (تلویزیون) (۲۰۰۴)
- سوار شوید! آمدرایور (تلویزیون) (۲۰۰۴–۲۰۰۵)
- تاکتیک (تلویزیون) (۲۰۰۴–۲۰۰۵)
- Zipang (TV) (2004–2005)
- کیو کارا مائو! (تلویزیون) (۲۰۰۴–۲۰۰۹)
- خراب نشو! (TV) (2005–2006)
- Ginga Densetsu Weed (تلویزیون) (۲۰۰۵–۲۰۰۶)
- Jigoku Shōjo (تلویزیون) (۲۰۰۵–۲۰۰۶)
- قانون اوکی (تلویزیون) (۲۰۰۵–۲۰۰۶)
- بینچو تان (تلویزیون) (۲۰۰۶)
- سرنوشت/شب ماندن
- Higurashi no Naku Koro ni (TV) (2006)
- Princess Princess (TV) (2006)
- Simoun (TV) (2006)
- Jigoku Shōjo Futakomori (TV) (2006–2007)
- Maria-sama ni wa naisho (special) (2006–2007)
- Shonen Onmyouji (TV) (2006–2007)
- Higurashi no Naku Koro ni Kai (TV) (2007)
- Shining Tears X Wind (TV) (2007)
- Code-E (TV) (2007–2008)
- Shion no Ō (TV) (2007–2008)
- Fantastic Detective Labyrinth (TV) (2007–2008)
- آماتسوکی
- Hatenkou Yugi (TV) (2008)
- Junjō Romantica (TV) (2008)
- ومپایر نایت
- Jigoku Shōjo Mitsuganae (TV) (2008–2009)
- 07 Ghost (TV) (۲۰۰۹)
- Higurashi no Naku Koro ni Rei (OVA) (2009)
- Seitokai no Ichizon (TV) (2009)
- Umineko no Naku Koro ni (TV) (2009)
- Hetalia: Axis Powers (webcast) (2009–2010)

### دهه ۲۰۱۰
- Fate/stay night: Unlimited Blade Works (2010 film)
- قتل بزرگ Giant Killing
- هاکوکی Hakuōki
- هتالیا: نیروهای محور Hetalia: Axis Powers
- آسمان پرستاره Starry Sky
- نوراک Nura: Rise of the Yokai Clan
- بحران اژدهایی Dragon Crisis!
- آیا این زومبی است؟ Kore wa Zombie Desu ka?
- جهان-۱ عشق اول (تلویزیون) (۲۰۱۱)
- هیگوراشی نو ناکو کورو نی کیرا (OVA) (2011)
- هیرو نو کاکرا (تلویزیون) (۲۰۱۲)
- سانکاریا: عشق بی پایان (تلویزیون) (۲۰۱۲)
- کره و زامبی دسو کا؟ از مردگان (تلویزیون) (۲۰۱۲)
- هاکندن: هشت سگ شرق (TV) (2013)
- مگانبو! (۲۰۱۳)
- هتالیا: دنیای زیبا (webcast) (2013)
- روزن میدن
- Gifuu Doudou!!: Kanetsugu to Keiji (TV) (2013)
- شفیره (تلویزیون) (۲۰۱۴)
- ترفند ساکورا (تلویزیون) (۲۰۱۴)
- راک باکوماتسو (تلویزیون) (۲۰۱۴)
- Log Horizon فصل دوم (تلویزیون) (۲۰۱۴)
- کودک ترکیبی (OVA) (2014)
- Gekijōban Meiji Tokyo Renka: Yumihari no Serenade (فیلم) (۲۰۱۵)
- جواهر: تغییر جادویی (TV) (2015)
- هتالیا: جهان چشمک می‌زند (webcast) (2015)
- شووا جنروکو راکوگو شینجو (TV) (2016)
- برکت این دنیای شگفت‌انگیز! (TV) (2016)
- رایکنزان: آواز مرغان آرزو (TV) (2016)
- سوپر عاشقان (TV) (2016)
- نشنیده‌ای؟ من ساکاموتو هستم (TV) (2016)
- دی جی تونکاتسو آگتارو (TV) (2016)
- هیولای عشق اول (TV) (2016)
- چرا ما زندگی می‌کنیم: کشیش رنیو و آتش یوشیزاکی (movie) (2016)